# Virgulibraconoides emeraldensis
Virgulibraconoides emeraldensis är en stekelart som först beskrevs av Josef Fahringer 1942.  Virgulibraconoides emeraldensis ingår i släktet Virgulibraconoides och familjen bracksteklar. Inga underarter finns listade i Catalogue of Life.